# معاون راهبردی رئیس‌جمهور ایران
معاون راهبردی رئیس‌جمهور ایران مقامی در هیئت دولت جمهوری اسلامی ایران و معاون رئیس‌جمهور ایران است.
مسعود پزشکیان در ۱۱ مرداد ۱۴۰۳ طی حکمی محمدجواد ظریف، وزیر سابق امور خارجه را به عنوان معاون راهبردی رئیس‌جمهور منصوب کرد. اصول‌گرایان معتقد بودند که انتصاب ظریف غیرقانونی بوده اما جبهه اصلاحات معتقد بود انتصاب ظریف قانونی بوده است. پیش‌تر پزشکیان، ظریف را به عنوان رئیس شورای راهبری کابینه دولت چهاردهم منصوب کرده بود که این مسئولیت وی پس از تمام شدن کار شورای راهبری به اتمام رسید.
او طی این حکم مسئولیت مرکز بررسی‌های استراتژیک ریاست جمهوری را نیز به ظریف سپرد. از تاریخ ۳۰ مهر ۱۴۰۲ مصطفی زمانیان با حکم سید ابراهیم رئیسی، رئیس‌جمهور وقت به عنوان رئیس این مرکز انتخاب شده بود.
محمدجواد ظریف در دوران تصدی معاونت راهبردی رئیس‌جمهور، یکبار استعفا کرد. وی در ۲۱ مرداد سال ۱۴۰۳ استعفا کرد و در ۶ شهریور به این سمت بازگشت ولی سرانجام در ۱۲ اسفند سال ۱۴۰۳ برکنار و در ۲۶ فروردین ۱۴۰۴ محسن اسماعیلی جایگزین وی شد.

## وظایف
مرکز بررسی‌های استراتژیک ریاست‌جمهوری یکی از سازمان‌های زیرمجموعهٔ نهاد ریاست‌جمهوری ایران است که اتاق فکر دولت بوده و مسئول انجام مطالعات، بررسی‌ها و پژوهش‌های راهبردی و بین دستگاهی در دولت است و ارائه طرح‌ها و پیشنهادهای مرتبط با راهبردهای ملی در زمینه‌های سیاسی، اقتصادی، اجتماعی، فرهنگی و سیاست خارجی، با رعایت سیاست‌های کلی نظام است.
معاون راهبردی رئیس‌جمهور وظیفه دارد با بهره‌گیری از تجربه مدیران ارشد ادوار گذشته، نخبگان، اندیشکده‌ها و نهادهای جامعه مدنی تحولات کلان داخلی و خارجی و میزان توفیق در دستیابی به اهداف قانون اساسی، سند چشم‌انداز و سیاست‌های کلی نظام را رصد کرده و به رئیس‌جمهور گزارش کند.

## فهرست
| ر. | نام | نام                       | نگاره | آغاز تصدی      | پایان تصدی   | دولت    | رئیس‌جمهور |
| -- | --- | ------------------------- | ----- | -------------- | ------------ | ------- | --------- |
| ۱  |     | محمدجواد ظریف (زادهٔ ۱۳۳۸) |       | ۱۱ مرداد۱۴۰۳   | ۱۲ اسفند۱۴۰۳ | چهاردهم | پزشکیان   |
| ۲  |     | محسن اسماعیلی (زادهٔ ۱۳۴۴) |       | ۲۶ فروردین۱۴۰۴ | در حال تصدی  | چهاردهم | پزشکیان   |